# Втрати 114-ї окремої мотострілецької бригади (РФ)
У статті наведено подробиці втрат 114-ї окремої мотострілецької бригади (раніше 11-й окремий мотострілецький полк «Восток») 1-го армійського корпусу окупаційних військ РФ на Донбасі.

## Війна на Донбасі
| п/п | Прізвище, ім'я, по батькові                  | Звання/посада                  | Місце смерті                                                 | Дата народження | Дата смерті         |
| --- | -------------------------------------------- | ------------------------------ | ------------------------------------------------------------ | --------------- | ------------------- |
| 1.  | Криворотько Олег Іванович                    |                                | Карлівка, Донецька область                                   | 04.10.1960      | 23.05.2014          |
| 2.  | Кривошея Андрій Олександрович                |                                | Карлівка, Донецька область                                   | 09.06.1977      | 23.05.2014          |
| 3.  | Образцов Сергій Ігорович                     |                                | Карлівка, Донецька область                                   | 12.04.1977      | 23.05.2014          |
| 4.  | Пилипенко Олег Миколайович                   |                                | Карлівка, Донецька область                                   | 31.05.1980      | 23.05.2014          |
| 5.  | Степенко Сергій В'ячеславович                |                                | Карлівка, Донецька область                                   | 18.05.1972      | 23.05.2014          |
| 6.  | Столяров Євген Олександрович                 |                                | Міжнародний аеропорт «Донецьк»                               | 16.08.1987      | 26.05.2014          |
| 7.  | Тюрютіков Едуард Валерійович                 |                                | Міжнародний аеропорт «Донецьк»                               | 13.07.1976      | 26.05.2014          |
| 8.  | Єрмуракі Сергій Іванович                     |                                | Маринівка, Донецька область                                  | 24.02.1983      | 05.06.2014          |
| 9.  | Кутиров Олексій Вікторович                   |                                |                                                              | 16.02.1954      | 08.06.2014          |
| 10. | Лялін Сергій В'ячеславович                   |                                |                                                              | 01.09.1974      | 13.06.2014          |
| 11. | Черв'яков В'ячеслав Вікторович               |                                | Слов'янськ, Донецька область                                 | 08.09.1986      | 26.06.2014          |
| 12. | Дмитрієв Олександр Володимирович             |                                | м. Краматорськ, Донецька область                             | 10.04.1958      | 05.07.2014          |
| 13. | Горячев Олександр Михайлович                 |                                | курган Савур-могила, Донецька область                        | 28.07.1967      | 08.07.2014          |
| 14. | Могилевський Максим Анатолійович             |                                | курган Савур-могила, Донецька область                        | 29.12.1980      | 08.07.2014          |
| 15. | Трубніков Олексій Петрович                   |                                |                                                              | 10.01.1966      | 20.07.2014          |
| 16. | Габінет Олександр Васильович                 |                                | курган Савур-могила, Донецька область                        | 26.06.1977      | 21.07.2014          |
| 17. | Лаврик Олександр Вікторович                  | ???, кулеметник 1-го батальону | Первомайське, Ясинуватський район, Донецька область          | 03.04.1977      | 21.07.2014          |
| 18. | Воробйов Олег Миколайович                    |                                | Піски, Донецька область                                      | 03.03.1971      | 21.07.2014          |
| 19. | Голубова Наталія Василівна                   | військовий медик               | м. Донецьк, дтп                                              |                 | 21.07.2014          |
| 20. | Даниленко Віктор Миколайович                 |                                | Піски, Донецька область                                      | 09.04.1957      | 21.07.2014          |
| 21. | Назаров Олександр Вікторович                 |                                | м. Іловайськ, Донецька область                               | 26.06.1983      | 21.07.2014          |
| 22. | Панфілов Костянтин Павлович                  |                                | м. Донецьк                                                   | 08.02.1974      | 21.07.2014          |
| 23. | Симонян Геннадій Гаррійович                  |                                | м. Донецьк                                                   | 09.03.1973      | 21.07.2014          |
| 24. | Шестаков В'ячеслав Вікторович                |                                | с. Піски, Донецька область                                   | 24.11.1982      | 21.07.2014          |
| 25. | Зайченко Андрій Васильович                   |                                | с. Піски, Донецька область                                   | 06.05.1972      | 22.07.2014          |
| 26. | Левтеров Анатолій Леонідович                 |                                | с. Піски, Донецька область                                   | 11.01.1974      | 22.07.2014          |
| 27. | Мамонтов Сергій Вікторович                   |                                | поблизу м. Авдіївка, Донецька область                        | 30.07.1963      | 22.07.2014          |
| 28. | Огурцов Дмитро Іванович («Демон»)            |                                | поблизу м. Мар'їнка, Донецька область                        | 28.12.1974      | до 24.07.2014       |
| 29. | Комісаренко Віталій Вікторович («Чистий»)    |                                | поблизу с. Маринівка, Донецька область                       | 13.10.1984      | 25.07.2014          |
| 30. | Гринів Віталій Вікторович («Карась»)         |                                | зник безвісти поблизу кургану Савур-могила, Донецька область | 15.01.1977      | ймовірно 27.07.2014 |
| 31. | Суслов Вадим Павлович                        |                                | Савур-могила, Донецька область                               | 23.08.1968      | 27.07.2014          |
| 32. | Алпатьєв Ігор Володимирович                  |                                | курган Савур-могила, Донецька область                        | 25.08.1967      | 28.07.2014          |
| 33. | Гришин Олег Григорович («Ведмідь»)           | командир взводу                | курган Савур-могила, Донецька область                        | 03.02.1966      | 28.07.2014          |
| 34. | Картуз Сергій Миколайович                    |                                | курган Савур-могила, Донецька область                        | 07.04.1973      | 28.07.2014          |
| 35. | Маслов Олег Володимирович («Нігрол»)         |                                | курган Савур-могила, Донецька область                        | 16.11.1978      | 28.07.2014          |
| 36. | Феодосієв Денис Сергійович                   |                                | поблизу м. Ясинувата, Донецька область                       | 05.06.1990      | 01.08.2014          |
| 37. | Кузнєцов Дмитро Віктрович                    | командир зенітної батареї      | Савур-могила, Донецька область                               | 27.01.1979      | 04.08.2014          |
| 38. | Рамазанов Раміз Зіядинович                   |                                | Маринівка, Шахтарський район Донецька область                | 25.02.1989      | 05.08.2014          |
| 39. | Блажко Іван Валерійович                      | командир ЗРБ                   | курган Савур-могила, Донецька область                        | 16.11.1972      | 07.08.2014          |
| 40. | Хіргій Руслан Геннадійович («Грек»)          |                                | курган Савур-могила, Донецька область                        | 30.08.1976      | 07.08.2014          |
| 41. | Прошкін Володимир Анатолійович               |                                | курган Савур-могила, Донецька область                        | 11.03.1969      | 09.08.2014          |
| 42. | Салістий Ярослав Віктрович («Каструля»)      |                                | поблизу м. Авдіївка, Донецька область                        | 09.08.1983      | 10.08.2014          |
| 43. | Аверін Вадим Володимирович                   |                                |                                                              | 31.10.1959      | 11.08.2014          |
| 44. | Кірієнко Євген Юрійович                      |                                |                                                              | 19.09.1973      | 11.08.2014          |
| 45. | Глинка Войтех                                |                                | поблизу м. Міусинськ, Луганська область                      | 16.12.1967      | 12.08.2014          |
| 46. | Стейскал Іво                                 |                                | поблизу м. Міусинськ, Луганська область                      | 26.07.1973      | 12.08.2014          |
| 47. | Новіков Максим Валерійович                   |                                | Піски, Донецька область                                      | 10.12.1985      | 14.08.2014          |
| 48. | Карапетян Сергій Володимирович («Кара»)      |                                | поблизу м. Ясинувата, Донецька область                       | 31.01.1983      | 18.08.2014          |
| 49. | Ковальов Костянтин Костянтинович («Шумахер») |                                | поблизу м. Ясинувата, Донецька область                       | 01.08.1983      | 18.08.2014          |
| 50. | Гришин Іван Геннадійович («Кадир»)           |                                | Старомихайлівка, Донецька область                            | 28.09.1968      | 19.08.2014          |
| 51. | Донченко Анатолій Григорович                 |                                | Старомихайлівка, Донецька область                            | 18.09.1960      | 19.08.2014          |
| 52. | Краснік Сергій Сергійович («Сахарок»)        |                                | Старомихайлівка, Донецька область                            | 07.10.1987      | 19.08.2014          |
| 53. | Ожигін Євген Миколайович («Наглий»)          |                                | Старомихайлівка, Донецька область                            | 24.08.1984      | 19.08.2014          |
| 54. | Савчук Сергій Іванович («Крамар»)            |                                | Старомихайлівка, Донецька область                            | 02.09.1991      | 19.08.2014          |
| 55. | Попов Максим Михайлович («Дякон»)            |                                |                                                              | 07.01.1994      | 23.08.2014          |
| 56. | Волков Едуард Володимирович («Шок»)          |                                | поблизу м. Ясинувата                                         | 09.07.1972      | 01.09.2014          |
| 57. | Чищевий Руслан Іванович («Річ»)              |                                | с. Піски, Донецька область                                   | 22.09.1977      | 07.09.2014          |
| 58. | Адам Олександр Олександрович («Адік»)        |                                |                                                              | 15.10.1990      | 09.09.2014          |
| 59. | Кузнєцов Ігор Вікторович («Тихий»)           |                                |                                                              | 27.02.1982      | 10.09.2014          |
| 60. | Дружиненко Сергій Анатолійович («Пітбуль»)   |                                | поблизу м. Вахрушеве                                         | 05.01.1982      | 14.09.2014          |
| 61. | Єрмаченков Олег Іванович («Єрмак»)           |                                | Міжнародний аеропорт «Донецьк»                               | 09.12.1966      | до 19.09.2014       |
| 62. | Воляник Валентин Володимирович («Жека»)      |                                |                                                              | 07.10.1985      | 30.09.2014          |
| 63. | Медведєв В'ячеслав Михайлович («Живий»)      |                                | м. Авдіївка                                                  | 15.04.1976      | 10.10.2014          |
| 64. | Лебедь Андрій Анатолійович («Метр»)          |                                |                                                              | 21.08.1989      | 12.10.2014          |
| 65. | Рудий Дмитро Сергійовий («Рижий»)            | рядовий                        | смт. Піски                                                   | 29.10.1983      | 13.10.2014          |
| 66. | Осипов Євген Євгенович («Старий»)            |                                | Донецьк                                                      | 30.12.1962      | 18.10.2014          |
| 67. | Карнаухов Юрій Валерійович («Юз»)            | командир роти                  |                                                              | 14.05.1969      | 21.10.2014          |
| 68. | Носенко Павло Володимирович («Паха»)         |                                | Ясинувата                                                    | 11.03.1982      | 24.10.2014          |
| 69. | Коробкін Андрій Степанович («Хом'як»)        |                                |                                                              | 06.05.1974      | 25.10.2014          |
| 70. | Греков Юрій Миколайович                      |                                |                                                              | 05.03.1978      | 01.11.2014          |
| 71. | Биков Андрій Вікторович («Док»)              |                                |                                                              | 19.09.1980      | 23.11.2014          |
| 72. | Грошев Андрій Вікторович («Москва»)          |                                |                                                              | 03.03.1964      | 25.11.2014          |
| 73. | Касьяненко Євген Вікторович («Космос»)       |                                |                                                              | 08.08.1979      | 25.11.2014          |
| 74. | Хорошилов Роман Анатолійович («Худий»)       |                                |                                                              | 16.07.1969      | 28.11.2014          |
| 75. | Зібаров Микола Іванович («Водяний»)          |                                |                                                              | 20.11.1956      | 13.08.2021          |
| 76. | Лазаренко Ростислав Степанович («Зріст»)     |                                | Донецьк                                                      | 15.12.1980      | 05.12.2014          |
| 77. | Литвиненко Сергій Володимирович («Липа»)     |                                |                                                              | 11.03.1975      | 06.12.2014          |

## Вторгнення РФ в Україну (2022)
| п/п | Ім'я                                    | Звання, посада                                                                             | Місце смерті                              | Дата народження | Дата смерті   |
| --- | --------------------------------------- | ------------------------------------------------------------------------------------------ | ----------------------------------------- | --------------- | ------------- |
| 1.  | Аббасов Руслан Джалаладдинович («Абас») |                                                                                            | поблизу м. Волноваха                      | 28.03.1988      | 02.03.2022    |
| 2.  | Шаботинський Вадим Олексійович          |                                                                                            |                                           | 08.12.1999      | 02.03.2022    |
| 3.  | Кузоватов Дмитро Валерійович («Кузя»)   |                                                                                            | поблизу м. Маріуполь                      | 12.03.1992      | 03.03.2022    |
| 4.  | Машкін Сергій Олександрович («Людожер») | капітан, командир роти                                                                     | поблизу смт. Нікольське, Донецька область | 16.07.1976      | 08.03.2022    |
| 5.  | Зайцев Віталій Олександрович            | старший сержант                                                                            | поблизу с. Степне                         | 19.05.1972      | 25.04.2022    |
| 6.  | Ржевський Антон Володимирович           |                                                                                            | Піски, Донецька область                   | 12.08.1987      | до 30.04.2022 |
| 7.  | Шевченко Ігор Михайлович («Шеф»)        |                                                                                            | с. Новомихайлівка (Покровський район)     | 14.04.1989      | 12.05.2022    |
| 8.  | Андрєєв Євген Андрійович («Куля»)       | командир 5-ї роти 2-го батальйону                                                          | поблизу м. Ясинувата                      | 21.10.1973      | 17.06.2022    |
| 9.  | Марченко Ігор Сергійович («Гарсон»)     |                                                                                            | поблизу м. Соледар                        | 19.01.1989      | 15.08.2022    |
| 10. | Козлов Юрій Юрійович («Штиб»)           | гранатометник                                                                              |                                           | 28.12.1980      | 28.09.2022    |
| 11. | Ідодеаї Алексіс Кастілло                |                                                                                            | Піски, Донецька область                   | 06.06.1988      | 28.10.2022    |
| 12. | Ликов Роман Петрович                    |                                                                                            | Верхньоторецьке                           |                 | 26.01.2023    |
| 13. | Лисаков Павло Васильович                | підполковник, заступник командира батальйону по службі паливно-мастильних матеріалів у тил | Донецьк                                   | 05.01.1977      | 27.03.2023    |
| 14. | Торохов Роман Сергійович                | полковник, командир бригади                                                                | Авдіївка                                  | 14.08.1984      | 06.11.2023    |
| 15. | Лещенко Сергій Анатолійович             | майор, командир батальйону                                                                 | Донецьк                                   | 11.07.1991      | 02.06.2024    |